# Голубев, Николай Петрович
Николай Петрович Голубев (9 апреля 1912, Уфа — 17 февраля 1981, Куйбышев) — советский оператор документального и научно-популярного кино.

## Биография
Родился в 1912 году в городе Уфа.
В 1929—1930 — рабочий Белорецкого гвоздильного завода.
В 1935 году окончил операторский факультет Государственного института кинематографии.
В 1935—1942 годах — оператор сектора хроники кинофабрики «Узбекгоскино».
Во время Великой Отечественной войны — фронтовой кинооператор: с 1942 по сентябрь 1943 года — в киногруппе Северо-Кавказского фронта. В сентябре 1943 года получил тяжелые ранения в голову и в ногу. Награждён медалью «За оборону Кавказа» (1944), «За победу над Германией» (1945).
В 1944—1946 годах — оператор Ростовской студии кинохроники, в 1946—1950 годах — на Северо-Кавказской студии кинохроники.
В дальнейшем на притяжении 30 лет — с 1950 по 1980 год — оператор Куйбышевской студии кинохроники.
Снял более 250 сюжетов для кинохроники и киножурналов: «Союзкиножурнал», «Пионерия», «Социалистическая деревня», «Поволжье», «Советский воин» и др.
Член Союза кинематографистов СССР с 1957 года. Член КПСС с 1947 года.
Умер в 1981 году в Куйбышеве.